# Pablo Molinero
Pablo Molinero Martínez (Castellón de la Plana, Castellón, 1977) es un actor español que ha desarrollado la mayor parte de su carrera artística en el teatro.

## Biografía
Se licenció en la especialidad de filología inglesa por la Universidad Jaume I de Castellón, fue alumno del Aula de Teatro de la misma universidad, creó junto a otros compañeros el grupo teatral La Casual, más adelante se trasladó a Barcelona para realizar estudios de interpretación y danza. Se inició como actor profesional en compañías de teatro de calle como Visitants, posteriormente fue miembro de diferentes agrupaciones, entre ellas Comediants y La Fura dels Baus. Es integrante y fundador junto a David Climent de la compañía de teatro Los Corderos, proyecto basado en la idea de desarrollar un lenguaje escénico no subordinado a la palabra escrita. Uno de sus papeles más destacados es el personaje de Mateo en la serie de televisión La peste dirigida por Alberto Rodríguez Librero.

## Cine
| Año  | Título                  | Personaje | Dirección                 |
| ---- | ----------------------- | --------- | ------------------------- |
| 2005 | Aquitania               | León      | Pablo Montesinos          |
| 2011 | Terrados                | Pablo     | Demian Sabini             |
| 2013 | Enxaneta                | Cristobal | Alfonso Amador            |
| 2017 | El somni s'ha acabat    | Pablo     | Pau Martínez              |
| 2020 | L'ofrena                | Nico      | Ventura Durall            |
| 2020 | El verano que vivimos   | Hernán    | Carlos Sedes              |
| 2020 | Ultrainocencia          | Adán      | Manuel Arija de la Cuerda |
| 2022 | Jaula (La casa de tiza) | Simón     | Ignacio Tatay             |
| 2023 | Kepler Sexto B          | Pedro     | Alejandro Suárez Lozano   |
| 2023 | Unicornios              | Mikel     | Àlex Lora                 |
| 2023 | Chinas                  | Julián    | Arantxa Echevarría        |
| 2024 | Lo carga el diablo      | Tristán   | Guillermo Polo            |

## Teatro
- Ultrainocencia. Por la compañía Los Corderos.
- La banda del fin del mundo. Por la compañía Los Corderos.[4]
- El hombre visible. Monólogo de teatro sobre poemas de Fernando Pessoa y Oliverio Girondo.[4]

## Televisión
- Negocis de familia (2005-2007) para Canal Nou.
- La peste (2018-2019) para Movistar+.
- La mort d'en Guillem (2020) para À Punt y TV3.
- Un asunto privado (2021) para Amazon Prime Video.
- Tú también lo harías (2024) para Disney+